# Ivan T. Sanderson
Ivan Terrance Sanderson fue un biólogo y escritor fantástico estadounidense-escocés.
Nació en Edimburgo (Escocia) el 30 de enero de 1911 y falleció en Nueva Jersey (EE. UU.) el 19 de febrero de 1973.
Sanderson es recordado por su interés en los fenómenos paranormales, y la criptozoología (la pseudociencia que estudia a animales como las serpientes marinas, los monstruos lacunarios, los mokèlé-mbèmbé, los pingüinos gigantes, los yeti y los pie grandes.
En los años treinta dirigió numerosas expediciones a zonas tropicales, haciéndose famoso por sus escritos acerca de sus viajes.
Se casó en dos ocasiones, y consiguió la nacionalidad estadounidense.
Murió de cáncer cerebral.
- Datos: Q1675628
- Multimedia: Ivan T. Sanderson / Q1675628
- Especies: Ivan Terence Sanderson